# La noche de un neurasténico
La noche de un neurasténico (título original en italiano, La notte di un nevrastenico) es una ópera con música de Nino Rota, sobre libreto de Riccardo Bacchelli.
Compuesta en el año 1950, la ópera sólo se pudo representar diez años después, el 8 de febrero de 1960,  en la Piccola Scala de Milán.
La ópera no tuvo mucho éxito, y sufrió la comparación con la ópera más famosa de Rota, El sombrero de paja de Florencia, y fue juzgada menos bufa y simpática que la precedente.